# Ель-Агейла
Ель-Агейла (араб. العقيلة) — приморське містечко на півночі Лівії, муніципалітет Ель-Вахат. Населення міста станом на 2010 рік становило близько 5 000 мешканців.

## Географія
Розташована на узбережжі затоки Сідра за 70 км на схід від Рас-Лануфа і 45 км західніше Бреги

### Клімат
Місто знаходиться у зоні, котра характеризується кліматом тропічних пустель. Найтепліший місяць — серпень із середньою температурою 26.1 °C (79 °F). Найхолодніший місяць — січень, із середньою температурою 12.2 °С (54 °F).
| Клімат Ель-Агейли       | Клімат Ель-Агейли | Клімат Ель-Агейли | Клімат Ель-Агейли | Клімат Ель-Агейли | Клімат Ель-Агейли | Клімат Ель-Агейли | Клімат Ель-Агейли | Клімат Ель-Агейли | Клімат Ель-Агейли | Клімат Ель-Агейли | Клімат Ель-Агейли | Клімат Ель-Агейли | Клімат Ель-Агейли |
| Показник                | Січ.              | Лют.              | Бер.              | Квіт.             | Трав.             | Черв.             | Лип.              | Серп.             | Вер.              | Жовт.             | Лист.             | Груд.             | Рік               |
| Абсолютний максимум, °C | 30                | 36                | 43                | 44                | 44                | 46                | 45                | 45                | 44                | 39                | 39                | 36                | 46                |
| Середній максимум, °C   | 17                | 18                | 21                | 24                | 27                | 28                | 28                | 30                | 30                | 28                | 23                | 19                | 25                |
| Середня температура, °C | 12                | 13                | 15                | 18                | 21                | 23                | 25                | 26                | 25                | 22                | 18                | 13                | 20                |
| Середній мінімум, °C    | 7                 | 8                 | 10                | 13                | 16                | 19                | 22                | 22                | 21                | 17                | 13                | 8                 | 15                |
| Абсолютний мінімум, °C  | 1                 | 1                 | 3                 | 6                 | 8                 | 11                | 10                | 13                | 11                | 7                 | 7                 | 1                 | 1                 |
| Норма опадів, мм        | 30                | 10                | 0                 | 0                 | 0                 | 0                 | 0                 | 0                 | 0                 | 0                 | 10                | 20                | 90                |
| Днів з дощем            | 2                 | 1                 | 0                 | 0                 | 0                 | 0                 | 0                 | 0                 | 0                 | 0                 | 1                 | 2                 | 9                 |
| Вологість повітря, %    | 67                | 63                | 60                | 64                | 60                | 62                | 68                | 67                | 64                | 56                | 59                | 61                | 63                |
| ----------------------- | ----------------- | ----------------- | ----------------- | ----------------- | ----------------- | ----------------- | ----------------- | ----------------- | ----------------- | ----------------- | ----------------- | ----------------- | ----------------- |
| Джерело: Weatherbase    |                   |                   |                   |                   |                   |                   |                   |                   |                   |                   |                   |                   |                   |

## Історія
На місці Ель-Агейли розташовувалося укріплене римське місто Анабукіс (лат. Anabucis) та його грецький попередник Автомала (лат. Automala).

### Друга світова війна
Під час італійської окупації Лівії на території Ель-Агейла розміщувався концентраційний табір для бедуїнів. Табір був розташований на південь від поселення і налічував 10 тисяч ув'язнених, тисячі з яких загинули.
У лютому 1941 року Ель-Агейла була узята британськими силами армії Західної Пустелі в ході переслідування та знищення основних сил 10-ї італійської армії під час проведення операції «Компас». Британські війська були змушені зупинитися біля цього населеного пункту, у той час як більшість британських військ була перекинута до Греції. Це дало німецькому Африканському корпусу генерала Роммеля шанс здійснити висадку своїх основних сил та в березні розпочати наступ. У ході боїв німецько-італійські війська знову відвоювали Ель-Агейлу і відкинули британців назад до Тобруку і єгипетського кордону. В подальшому Роммель зміцнив місто і використовував його як базу для своїх операцій. Після того, як в грудні 1941 року після операції «Крусейдер» війська Африканського корпусу були відкинуті від Тобрука відступили до Ель-Агейли, Роммель зупинив британський наступ і перейшов до оборони в цьому районі.
У січні 1942 року Роммель розпочав новий наступ від Ель-Агейли, під час якого відкинув британські війська далеко на схід й навіть опанував фортецю Тобрук. Цього разу німецько-італійські війська спромоглися просунутися вглиб Єгипту доки не були зупинені біля Ель-Аламейна в липні 1942 року. У листопаді 1942 корпус «Африка» був розгромлений в другій битві під Ель-Аламейном, і його залишки відступали до Ель-Агейли, де відбулася остання битва між німецько-італійськими та британськими військами в грудні 1942 року.